# Sergio Cammariere
 Sergio Cammariere (n. 15 noiembrie 1960, Crotone, Calabria, Italia) este un cantautor italian.